# Фірова Тетяна Павлівна
Тетяна Павлівна Фірова  (рос. Татьяна Павловна Фирова, 10 жовтня 1982) — російська легкоатлетка, олімпійська медалістка.

## Виступи на Олімпіадах
| Олімпіада   | Дисципліна              | Місце                  |
| ----------- | ----------------------- | ---------------------- |
| Афіни 2004  | естафета 4 x 400 метрів | Срібло                 |
| Пекін 2008  | біг на 400 метрів       | 6 дискваліфікація      |
| Пекін 2008  | естафета 4 x 400 метрів | Срібло дискваліфікація |
| Лондон 2012 | естафета 4 x 400 метрів | Срібло дискваліфікація |

У 2016 році було оголошено, що повторний аналіз проб з літніх Олімпійських ігор 2008 року призвів до допінгового порушення Фіровою. Її дискваліфікували зі змагань, а саму спортсменку та її товаришів по команді позбавили срібних медалей в естафеті 4 × 400 м. Вона стверджувала, що вживання заборонених речовин є необхідним для досягнення хороших результатів: «Нормальна людина може приймати заборонені речовини, якщо захоче. То чому спортсмени не можуть їх приймати також? Як інакше ми можемо досягти високих результатів?» Незважаючи на те, що спортсмени-порушники повинні повернути свої вилучені медалі до МОК, Фірова відмовилася повернути свої медалі.
У лютому 2019 року Спортивний арбітражний суд дискваліфікував її на чотири роки за допінг, починаючи з 9 червня 2016 року, і всі її результати з 20 серпня 2008 року по 31 грудня 2012 року були анульовані.